# Jürgen Thomsen

Jürgen Thomsen
Jürgen Thomsen (* 16. Januar 1951 in Husum) ist ein deutscher Luftverkehrskaufmann und ehemaliger Manager der Deutschen Lufthansa AG. Er war mehrere Jahrzehnte in leitenden Funktionen im internationalen Luftverkehr tätig, unter anderem in den USA, Saudi-Arabien, Pakistan, China und Hongkong. Nach seiner aktiven Laufbahn engagierte er sich ehrenamtlich in Wirtschafts- und Serviceorganisationen, darunter die Deutsche Handelskammer in Hongkong, der Genossenschaft BürgerhausLöwen in Rheinsheim und Rotary International.
Leben und beruflicher Werdegang
Nach dem Abitur im Jahr 1969 an der Hermann-Tast-Schule in Husum absolvierte Thomsen von 1969 bis 1972 eine kaufmännische Ausbildung zum Luftverkehrskaufmann bei der Deutschen Lufthansa AG. Die Ausbildung erfolgte an den Standorten Frankfurt, Hamburg, Berlin, Köln und Rom.
Seine berufliche Laufbahn bei Lufthansa begann er 1972 im Vertrieb und Marketing in Frankfurt und Hamburg. Von 1978 bis 1980 war er Assistent des Lufthansa Area Managers für den US-amerikanischen Mittleren Westen in Chicago. In den folgenden Jahren übernahm er internationale Führungspositionen: Von 1980 bis 1985 war er Passenger Sales Manager in der Ostprovinz Saudi-Arabiens mit Sitz in Dharan, anschließend Marketing Manager für den Mittleren Osten mit Büro in Frankfurt.
Zwischen 1989 und 1994 war Thomsen General Manager für Pakistan mit Sitz in Karachi. Danach folgte von 1994 bis 2002 die Position des General Managers für Südchina, Hongkong, Taiwan und Macau. Von 2002 bis 2007 war er als Executive Director Asien bei der Lufthansa-Tochter AirPlus International tätig. In den letzten Jahren seiner aktiven Karriere arbeitete er als Projektmanager im Bereich Human Resources bei Lufthansa in Frankfurt.
Ehrenamtliches Engagement
Jürgen Thomsen war von 1997 bis 2006 Vorstandsmitglied der Deutschen Handelskammer in Hongkong und hatte in den Jahren 2001 und 2002 das Amt des Präsidenten inne.
Er ist seit 1980 Mitglied bei verschiedenen Rotary Clubs, darunter Karachi Metropolitan, Hongkong Northeast sowie Schwetzingen-Kurpfalz. Von 2013 bis 2014 war er Präsident des Rotary Clubs Schwetzingen-Kurpfalz. Er gründete den Rotary Club Heidelberg-Mannheim International.
Von 2017 - 2021 war er Gründungsmitglied und Aufsichtsratsvorsitzender der BürgerhausLöwen eG in Rheinsheim.
Privates
Jürgen Thomsen ist verheiratet, hat zwei Kinder und lebt in Philippsburg (Baden-Württemberg).